# Dipoena xanthopus
Dipoena xanthopus là một loài nhện trong họ Theridiidae.
Loài này thuộc chi Dipoena. Dipoena xanthopus được Eugène Simon miêu tả năm 1914.